# Povijest Bjelorusije
Povijest Bjelorusije je povijest prostora današnje Republike Bjelorusije i naroda Bjelorusa od prapovijesti do danas.

## Drevna povijest
Povijest Bjelarusije, ili Bjelorusa, započinje velikom seobom i ekspanzijom Slavena šriom Europe od 6. do 8. stoljeća. Istočni Slaveni su se nastanili na području današnje Bjelorusije, Rusije i Ukrajine, asimilirajući lokalne Baltičke narode (Jotvingijce, Dnjeparske Balte), Ugro-Fince (Rusija) i stepske nomade (Ukrajina) koji su već živjeli na tom području. Rane integracije slavenskog stanovništva s lokalnim dovelo je do diferencijacije tri istočnoslavenske nacije. Oni su bili mnogobošci, animisti, poljoprivrednici koji su uglavnom proizvodili divlji ječam, krzna, med, vosak i jantar.
Bjelorusi su vjerojatno nastali spajanjem tri drevna slavenska plemena Kriviča, Dregoviča i Radimičas s nekoliko Baltičkih plemena.
Od 9. do 10. stoljeća na njihovom području su skandinavski Vikinzi (ili Varjazi kako su ih oni zvali) uspostavili trgovačke postaje na svom putu prema Bizantskom Carstvu. Mreža jezera i rijeka koja je prolazila područjem isročnih Slavena bila je idealna za taj unosan trgovački put između dvije civilizacije. Postupno su istočni Slaveni na tom putu ostvarili autonomiju i unaprijedili trgovinu.
Ruski vladari su u nekoliko navrata čak izvršili napade na Bizantsko Carstvo, no naposljetku su se udružili s njima protiv Bugara. Ovim savezom otvorio se put pokrštavanju ovih Slavena i širenjem Bizantske kulture i umjetnosti.
Prirodna kulturna spona Pravoslavlja i Staroslavenskog pisma (književno i liturgiujsko slavensko pismo koji su u 8. st. razvili misionari Ćiril i Metod) potakla je nastanak nove europske sile - Kijevske Rusije koja se sastojala od mreže poluneovisnih kneževina, povezanih već postojećim trgovačkim putovima s centrima u Novgorodu (Rusija), Polatsku (Bjelorusija) i Kijevu (Ukrajina) — koji su se izmjenjivali na mjestu prijestolnica u novostvorenoj državi.

## Pod Litvom i Poljskom
██ Poljsko kraljevstvo
██ Prusko vojvodstvo, poljski vazal
██ Veliko vojvodstvo Litva
██ Vojvodstvo Kurlandija, pridruženi vazal
██ Livonija
Nakon smrti Kijevskog kneza Jaroslava, Kijevska Rusija se raspala na mnoge kneževine. Ove prostore su opustošili Mongoli u 13. stoljeću, te tako olsabljene prisvojila ih je Velika Kneževina Litva. Devet pokrajina ove države bilo je naseljeno precima Bjeloruskog naroda. Tijekom litvanske vlasti Bjelorusi su mnogo ratovali, uključujući rat na strani Poljske protiv Teutonskih vitezova u bitci za Grunwald 1410. god. Pobjedas saveznika omogućila je Litvi da kontrolira sjeveroistočne granice Istočne Europe.
Dana 2. siječnja 1386. god. Velika Kneževina Litva se ujedinila s Kraljevinom Poljskom u personalnu uniju brakom njihovih prijestolonasljednika.
Do 1569. god. bjeloruske zemlje ulaze u sastav Poljske, a nakon njezinih dioba (1772., 1793. i 1795.) pod ruskom vlašću.

## Ruska dominacija
Moskovska kneževina pod vodstvom cara Ivana III., započel aje svoje vojne pohode 1486. god. u pokušaju da obnovi veličinu Kijevske Rusije, prije svega okupacijom Bjelorusije i Ukrajine 
Kada je nestala dominacija Poljske, njenom podjelom 1795. god., Carska Rusija, Prusija, i Austrija su podijelile i Bjelorusiju. Cijeli teritorij Bjelorusije je pripao Rusiji za vrijeme carice Katarine II. i tako je ostalo sve do početka 20. stoljeća.
Pod ruskom upravom, Bjelorusija je podijeljena na "gubernije": Minsk, Vitebsk, Mogiljov i Grodno. Bjelorusi su aktivno sudjelovali u gerilskom ratu protiv Napoleona i u bitci kod Berezina su uvelike pridonijeli uništavanju ostataka njegove Velike Vojske (Grande Armée) u studenom 1812. god. Porazom Napoleona, Bjeloruske pokrajine (gubernije) postale su dijelom ruskog "Sjeverozapadnog Kraja". Anti-ruske pobune seljaštva u studenom 1830. god. i siječnju 1863. god. su bile krvavo ugušene.
Kraljevi Nikola I. i Aleksndar III. potiskivali kulture drugih naroda pod opravdanjem "de-plonizacije" i rusifikacije, koja je uključivala povratak Pravoslavlja. U 19. stoljeću došlo je do potrebe za samoodređenjem i stvaranja Bjeloruske nacije. Veliki broj autora pisao je na bjeloruskom jeziku, kao što su: Jan Czeczot, Władysław Syrokomla i Konstanty Kalinowski.
Pojačanom rusifikacijom 1840-ih, car Nikola I. zabranio je uporabu riječi Bjelorusija i preimenovao njen teritorij u "Sjeverozapadni teritorij". Također je zabranio uporabu bjeloruskog jezika u školama, borio se protiv izdavanja knjiga na bjeloruskom jeziku i vršio stalni pritisak preobraćenja s katoličanstva na pravoslavlje. God. 1863., gospodarski i kulturni pritisak izazvao je tzv. "Januarku bunu" koju je vodio književnik Kalinowski. Nakon neuspjeha, ruska vlada je uvela ćirilicu u Bjelorusiju 1864. god. i zabranila uporabu latiničnog pisma.
U drugoj polovici 19. st., bjelorusko gospodarstvo se, kao i u ostatku Europe, značajno mijenjalo širenjem industrijske revolucije, djelomično zahvaljujući ukidanja kmetstva 1861. god. Seljaci su tražili bolji život napuštajući poljoprivredna gospodarstva i odlazeći u industrijske gradove na zapadu. Nekih 1,5 milijuna Bjelorusa je napustilo Rusiju prije Oktobarske revolucije 1917. god.
Tijekom I. svjetskog rata dijelovi zapadne Bjelorusije dolaze pod njemačku okupaciju (1915.). Nakon Njemačkog povlačenja, jedno kratko vrijeme, od 25. svibnja 1918. do 2. siječnja 1919. postojala je Neovisna Republika Bjelorusija. Tada su je ponovno okupirale sovjetske snage i proglasile Sovjetsku Socijalističku Republiku Bjelorusiju.

## Bjeloruska Sovjetska Socijalistička Republika
God. 1919. proglašena je Bjeloruska Sovjetska Socijalistička Republika (BSSR). Mirovnim ugovorom u Rigi 1921. god. zapadni dijelovi Bjelorusije pripali su Poljskoj. Bjeloruska SSR pristupila je 1922. god. u sastav SSSR-a kao savezna republika.
Nakon kapitulacije Poljske početkom Drugog svjetskog rata, sovjetska Crvena armija zaposjeda područje zapadne Bjelorusije koje je priključeno Bjeloruskoj SSR. 
Bjelorusija je bila ratno poprište tijekom Drugog svjetskog rata i nacistička Njemačka ju je okupirala do 1944. god. Golemi dio zemlje je stradao u ratu zajedno s velikim dijelom stanovništva koje je bilo ubijeno za vrijeme njemačke invazije. Židovsko stanovništvo je također uništeno tijekom Holokausta. Tek je 1971. godine Bjelorusija dostigla prijeratni broj stanovnika, dok se židovsko stanovništvo nikad nije oporavilo. Nakon rata, Bjelorusija je bila jedna od 51 potpisnika povelje o osnivanju Ujedinjenih Naroda.
Obnova koja je uslijedila odmah nakon rata, donijela je silan napredak SSSR-u i u to je vrijeme uz Ukrajinu, Bjelorusija bila najrazvijenije industrijsko središte SSSR-a. Otvaranje novih radnih mjesta potaknulo je i povećanje broja imigranata iz Rusije. Tijekom Staljinove vladavine, rusifikacija je bila izrazito snažna i na ključnim mjestima u Sovjetskoj Bjelorusiji nalazili su se isključivo Rusi iz raznih krajeva SSSR-a. Službena upotreba bjeloruskog jezika, zajedno s bjeloruskom tradicijom bila je također ograničavana od strane Moskve (iako je danas bjeloruski uz ruski službeni jezik u državi, gotovo svi koriste isključivo ruski jezik). I nakon Staljinove smrti 1953. god., njegov nasljednik Nikita Hruščov nastavio je s idejom rusifikacije, pa je čak i jednom prilikom izjavio u Minsku: ”Čim prije ćemo svi progovoriti ruski, prije ćemo izgraditi komunizam”.
Kada je 26. travnja 1986. došlo do eksplozije na nuklearnoj elektrani nedaleko Černobila u susjednoj Ukrajini, Bjelorusija je pretrpjela golemu štetu, jer se radijacija širila upravo preko njenog teritorija. U to je vrijeme Mihail Gorbačov pokrenuo Perestrojku, a u prosincu te iste 1986. god. bjeloruski građani su mu predali peticiju u kojoj su naveli da njihova kultura i tradicija nestaje pred nametnutom im rusifikacijom. Taj događaj je među povjesničarima ostao zapamćen kao “kulturni Černobil”.
U lipnju 1988., pronađena je masovna grobnica iz doba Staljinove strahovlade u šumovitom predjelu Kurapaty. Neki smatraju da je ta grobnica ključni dokaz namjere sovjetske vlade u smišljenom genocidu protiv bjeloruskog naroda (slično je i s ukrajinskim gladomorom).

## Republika Bjelorusija
Bjelorusi su proglasili nezavisnost od SSSR-a 27. srpnja 1990. god., a međunarodno je priznata kao Republika Bjelorusija 25. kolovoza 1991. god. Upravo je u to vrijeme na čelo bjeloruskog parlamenta odnosno Vrhovnog Sovjeta Bjelorusije (na tada najmoćniju funkciju u državi) došao Stanislav Šuškevič. On je kao predsjednik bjeloruskog vrhovnog sovjeta bio jedan od pobornika utemeljenja Zajednice neovisnih država (ZND) bivših republika SSSR-a. Zajedno s tadašnjim novim predsjednikom Rusije Borisom Jeljcinom i Ukrajine Leonidom Kravčukom na sastanku u prosincu 1991. god. i službeno je objavio raspad Sovjetskog Saveza i osnivanje nove Zajednice Nezavisnih Država sa sjedištem u Minsku.
Na referendumu 1995. god. većina se izjasnila za ravnopravan status ruske i bjeloruske nacije, ponovno uvođenje zastave i grba Bjeloruske SSR (bez srpa i čekića) i gospodarsku integraciju s Rusijom. Iste godine je Bjelorusija kao 24. država pristupila NATO-vom savezu Partnerstvo za mir.
Na predsjedničkim izborima 1994., 1999., 2004. i 2006. god. za predsjednika republike izabran je Aleksandar Lukašenko. On je po navodima organizacije za ljudska prava "Human Rights Watch", posljednji europski diktator koji krši prava čovjeka, ometa slobodu i neovisnost medija, vrši neposrednu cenzuru nad novinarima, zatvara političke neistomišljenike i sprječava razvoj demokracije i pluralizma.